# 黃承恩
黃承恩（Evita Wong，1979年12月17日—），藝名伊維特、EKEE，暱稱E，前香港商業電台叱吒903節目主持，加入商業電台時使用藝名13E。曾與WWWINGGG組成妹妹妹妹。特別的聲線、黑色衣著與頸上的E字紋身成為她的特點。現職身兼塔羅師、Youtuber、歌手，並在銅鑼灣開設「Bad Blood Magick」店，提供塔羅牌占卜服務及開辦塔羅、魔法、曼陀羅等課程。

## 簡歷
小學及初中時期分別就讀位於香港島的瑪利曼小學及嘉諾撒書院，完成中三課程後到加拿大惠特比特拉法加城堡女子學校（Trafalgar Castle School）繼續高中課程，之後轉到York Mills Collegiate Institute。到加拿大前兩個月認識了一名叫阿冠的男孩，並透過書信與他展開初戀，但數個月後在聖誕節前夕她因為阿冠沒有剃鬚而和他分手。她的父母也移民到加拿大，和她同住。其後考進安大略省藝術及設計學院（OCAD），她放棄了她的興趣──藝術，主修廣告，在4年後畢業。
畢業後獨自回流返香港，她希望加入商業電台，但碰巧該年沒有DJ比賽（商台經常透過DJ招募比賽物色新DJ），結果她參加了2004年暑假期間由森美小儀舉辦的「K饉40」歌唱比賽。初賽是面對評判清唱，最好的6位可進入準決賽，翌日在台上比賽，留在台上最長時間的兩位可以進入決賽（類似殘酷一叮）。決賽是二人分唱一首歌的上下半，由評判決定勝負。她首次成功通過初賽，準決賽時她選唱了那英的《征服》，但是落選。她再次參賽但依舊落敗。當她準備放棄時，K饉40聯絡人許揪怡 (Helen)來電，表示會保送她參加準決賽。雖然最後仍然落敗，但她獲選為4位「滄海遺珠」（即最受歡迎）中其中1位，在比賽最後一日上台演唱順子的《寫一首歌》。當日她在後台找到許揪怡，詢問她有否加入商台的機會，許給了她聯絡方法，令她可以和商台總監見面，其後獲聘。
她成功加入商業電台後，先任職於混音部門，後來為I Love U Boyz廣播劇配音，角色為女鬼小倩，曾為I Love U Boyz勵志劇場／勁棍劇場做製作和擔任節目萬世巨星的節目助理。
2006年與當時剛加入商台的張詠妍（WWWINGGG）主持少女節目妹妹妹妹一直至2009年7月26日，此節目結束後，EKEE主持個人節目時，開始使用另一個藝名伊維特，EKEE (E記) 藝名來自其英文名Evita之譯音。
2009年4月25日903節目調動公佈時，她原本會主持伊維特革命、叱咤叱叱咤和叱咤樂壇，但主持一集伊維特革命後就全盤推翻，只主持妹妹妹妹。她解釋暫停主持是因為她要協助森美小儀的節目（即擔任早霸王的節目助理），可順道學習，完成後會繼續主持伊維特革命。她估計伊維特革命會暫停2個月。伊維特革命其後於8月16日開始逢星期日晚上7時至8時繼續播出，新節目伊維特對伊維特亦於同日開始逢下午4時至5時播出。
2009年9月21日，當時適逢梁文禮放假，伊維特開始嘗試主持叱咤樂壇，為期1星期。相隔1星期後（10月5日）EKEE正式加入叱咤樂壇，主持在晚上9時半至10時時段的環節The Dark Label，大部份時間介紹外國樂團音樂。後來伊維特在晚上9時至10時主持個人同名節目。
伊維特與zzcatter的「樂樂園」，舉辦「『伊維特樂樂園』第一擊hea爆華山simple life」，邀請組合或創作人用原創accoustic音樂表演，經主辦單位和網上投票選出的10隊單位便可以代表香港參加兩年一度由台灣street voice舉辦的「『simple life』music festival」，勝出者的歌曲還可以收錄成大碟由台灣「本色音樂」發行。
2011年6月27日，伊維特派上首支派台歌曲《FULL MOON》，正式進軍樂壇。唱片公司是維高文化，並在7月12日推出單曲唱片。
2011年7月1日，個人同名節目伊維特結束，7月4日起逢星期一至五凌晨1時至2時主持新節目扭錯台，以取替暫別903之DJ陳強原有你睇我唔到節目時段。新節目與之前伊維特風格將大大不同，放下原有一貫暗黑幽默，轉為快樂、繽紛之節目氣氛。
她在2011年香港書展推出《伊維特歌劇院II》（特別版）和舉行簽名會。
她在8月12日舉行圍你音樂會第21圍,是她第一個個人音樂會
2011年12月23日 舉行了一連兩場的The Night Ghost Riot,和新碟(Night Ghost)發佈會
2012年4月22日 在她的節目伊維特革命中宣佈離開服務7年的商台。

## 派台歌曲紀錄
| 派台歌曲成績 | 派台歌曲成績       | 派台歌曲成績 | 派台歌曲成績 | 派台歌曲成績 | 派台歌曲成績 | 派台歌曲成績   |
| ------------ | ------------------ | ------------ | ------------ | ------------ | ------------ | -------------- |
| 唱片         | 歌曲               | 903          | RTHK         | 997          | TVB          | 備註           |
| 2011年       |                    |              |              |              |              |                |
| Night Ghost  | Full Moon          | 2            | -            | -            | -            |                |
| Night Ghost  | Go Go Rocket       | 15           | -            | -            | -            |                |
| Night Ghost  | 我跟你的三分鐘長吻 | 2            | -            | -            | -            |                |
| 2012年       |                    |              |              |              |              |                |
| Night Ghost  | Lolli              | 5            | -            | -            | -            |                |
| 2013年       |                    |              |              |              |              |                |
|              | Badass             | -            | -            | -            | -            | 903豁達推介: 1 |
| 2014年       |                    |              |              |              |              |                |
|              | New Youth          | -            | -            | -            | -            |                |

| 各台冠軍歌總數 | 各台冠軍歌總數 | 各台冠軍歌總數 | 各台冠軍歌總數 | 各台冠軍歌總數    |
| -------------- | -------------- | -------------- | -------------- | ----------------- |
| 903            | RTHK           | 997            | TVB            | 備註              |
| 0              | 0              | 0              | 0              | 四台冠軍歌總數: 0 |

## 曾主持之節目
- 《903 id club 萬世巨星》（星期一至五下午4時至6時）
- 《萬世巨星》（逢星期一至五下午4時至6時）
- 《妹妹的情書》（逢星期一至五晚上9時至10時）
- 《903 傍住你放榜》
- 《在牛年的一天出發》
- 《黑色眼睛》（2009年3月2日至3月10日期間暫代雲妮鍾情節目）
- 《妹妹妹妹》（逢星期六凌晨1時至2時）
- 《沒寄出的那一封》
- 《早霸王》（節目助理）[10]
- 《叱咤樂壇The Dark Label》 (逢星期一至五下午9時半至10時)
- 《伊維特對伊維特》（逢星期日下午4時至5時）
- 《伊維特》（逢星期一至五晚上9時至10時）
- 《伊維特革命》 （逢星期日下午7時至9時）
- 《扭錯台》 （逢星期一至五凌晨1時至2時）

## 曾參與廣播劇
- 爆炸糖劇場 之 《地板對我說》（第一、二季）　飾　Mia
- 《喪Do男前傳》　飾　Evita
- 《七劍》　飾　劉郁芳
- 《I Love You Boyz》─（大瘋人院）　飾　佩夫人
- 《I Love You Boyz》─（時裝世界）　飾　Leonardo
- 《戀愛樂園》　飾　恩恩，擔任編劇
- 《妹妹妹妹實況劇場》　飾　阿E
- 《勵志天王 金八先生》（Season 2）《戀愛上世紀》─《天王教室》　飾　水野阿E
- 《黃金少年》（Season 2 & 4）　飾　自閉俠－司徒琪
- 《《I Love You Boyz》勵志劇場/勁棍劇場》　飾　小倩
- 《妹妹妹妹爆炸糖劇場》　飾　周慧敏
- 《學友與占咪》　飾　紫羅蓮老師（不定期客串）
- 《最好的時光系列》　飾　何淑馨
- 《皇家戲劇學院》　飾　葉綠素

## 曾參與演出
- 《I Love You Boyz 歡樂粒宵》　飾　人質
- 《I Love You Boyz 歡樂滿Tour Part II 之 05壓軸導人向笑劇場》─〈龍兄鳳弟〉　飾　歡樂小姐
- 《I Love You Boyz 歡樂滿Tour之娛樂大飲茶》
- 森美小儀歌劇團《Lokamochi Mamiba》
- 《森美金牌司儀 The Show Must Go Wrong》　飾　香港小姐4號佳麗
- 森美小儀歌劇團《小孖俠》　飾　小忌廉（魔法少女其中一位）
- Endless Autumn Charity Show 2009年11月21日
- 《最好的時光》舞台劇 飾 何淑韾 2019年6月

## 書籍作品
- 黃承恩 (EKEE)、張詠妍(WWWINGGG) （妹妹妹妹）. . 知出版. 2008年7月. ISBN 9789628983285 （中文（香港））.[永久]
  - 書內有三封情書，講述兩人從小到大鮮為人知的情感點滴。她們於學生求學時期的回憶情感，既是好奇又充滿不可或缺的天真；長大後的日常生活的情感，時下流行焦點話題，句句到肉的精彩剖白；至她們在思想中的情感，既是浪漫又夾著無奈。日常遇到的生活壓抑及她們不知不覺對情感的好，奇透過一題兩寫及自己人獨有的文章，揭示她們內心的情書世界。
- 黃承恩 (EKEE)、張詠妍(WWWINGGG) （妹妹妹妹）. . 萬里機構. 2009年3月1日. ISBN 9789621440044 （中文（香港））.
- 黃承恩 (EKEE)、張詠妍(WWWINGGG) （妹妹妹妹）. . 萬里機構. 2009年5月15日: 158. ISBN 9789621440471 （中文（香港））.
- 黃承恩 (EKEE)、張詠妍(WWWINGGG) （妹妹妹妹）. . 萬里機構. 2009年7月22日: 156. ISBN 9789621440488 （中文（香港））.
- 黃承恩 (EKEE)、張詠妍(WWWINGGG) （妹妹妹妹）. . 萬里機構. 2009年7月22日. ISBN 9789621440464 （中文（香港））.
- 伊維特. . 萬里機構. 2010年5月14日. ISBN 9789621443557 （中文（香港））.
- 伊維特. . 萬里機構. ISBN 9789621443601 （中文（香港））.
- 伊維特. . 萬里機構. 2011年6月16日. ISBN 9789621446039 （中文（香港））.
- 伊維特. . 萬里機構. 2011年7月20日. ISBN 9789621446671 （中文（香港））.
- 伊維特. . 日閱堂. 2012年6月1日. ISBN 9789888135417 （中文（香港））.
- 伊維特. . 日閱堂. 2012年12月15日. ISBN 9789888135417 （中文（香港））.
- 伊維特. . 日閱堂. 2013年4月. ISBN 9789888206513 （中文（香港））.
- 伊維特. . 日閱堂. 2013年7月. ISBN 9789888206995 （中文（香港））.
- 王貽興、伊維特. . CULT 1+1. 2013年7月. ISBN 9789888207152 （中文（香港））.
- 伊維特. . 日閱堂. 2013年11月. ISBN 9789888207749 （中文（香港））.
- 伊維特. . 日閱堂. 2014年5月. ISBN 9789888287154 （中文（香港））.
- 伊維特. . 日閱堂. 2014年6月. ISBN 9789888287277 （中文（香港））.
- 伊維特. . 白卷出版社. 2015年2月. ISBN 9789881357298 （中文（香港））.

## 音樂專輯
- 2011年：《Full Moon》Single
- 2011年：《Night Ghost》EP
- 2013年：《BADASS Limited Live》Single

## 其他音樂作品
- 妹妹妹妹主題曲 - 和wwwinggg合唱，由EKEE自己填詞。
- 魔鏡魔鏡 - 和wwwinggg合唱，爆炸糖劇場主題曲。
- 男生一番街 - 和wwwinggg合唱，單曲唱片。
- 天生一對 - 和wwwinggg合唱，最好的時光主題曲。
- 只因喜歡你 - 和張敬軒合唱，最好的時光插曲。
- 萬歲師表 - 和其他903主持人合唱。
- 尼古丁 - EKEE作詞，在Endless Autumn Charity Show中演唱。
- 手連心 - 和群星合唱，演藝界情繫玉樹關愛行動主題曲。

## 其他
EKEE在2009年5月2日妹妹妹妹節目內的妹妹心事中不具名地提及一位男星，並認為他曾經整容。face雜誌則認為該男星是陳偉霆。E看到該報導後立刻否認，指她不是在說陳而是另有其人。她之後在5月16日的妹妹心事中作相似的回應。

## 外部連結
- Ekee在881903.com的主持簡介 （页面存档备份，存于）（已停用）
- Ekee的facebook page （页面存档备份，存于）
- Ekee的新浪微博 （页面存档备份，存于）
- Ekee的騰訊微博 （页面存档备份，存于）
- Ekee的facebook帳號
- Ekee Blog （页面存档备份，存于）
- Ekee的twitter （页面存档备份，存于）
- Ekee 官方網站 （页面存档备份，存于）
- Ekee在MY903的網上日記（已停用）
- 妹妹妹妹網誌 （页面存档备份，存于） （已停用）